# Casal d'Oettingen

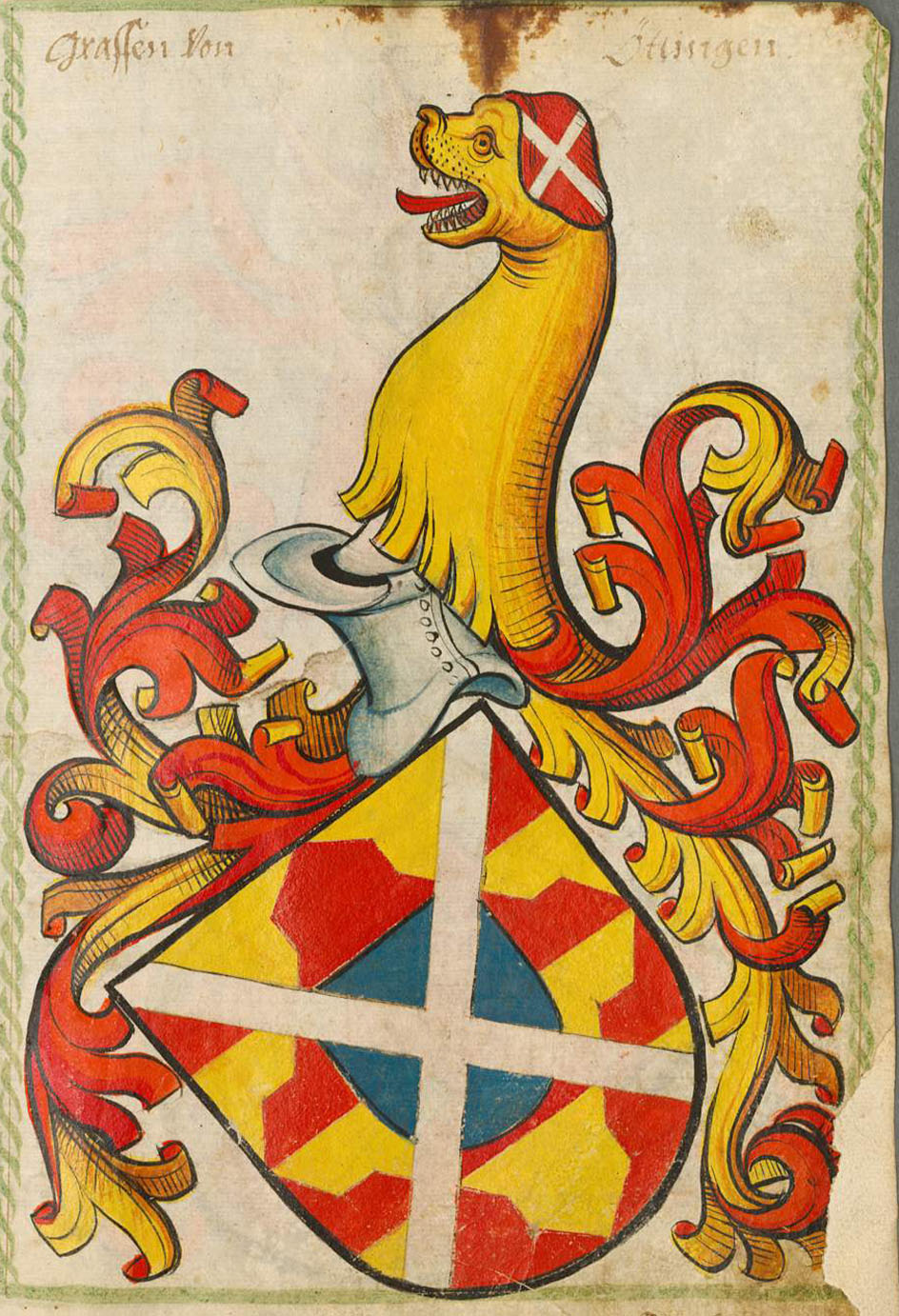
Escut d'armes dels Oettingen

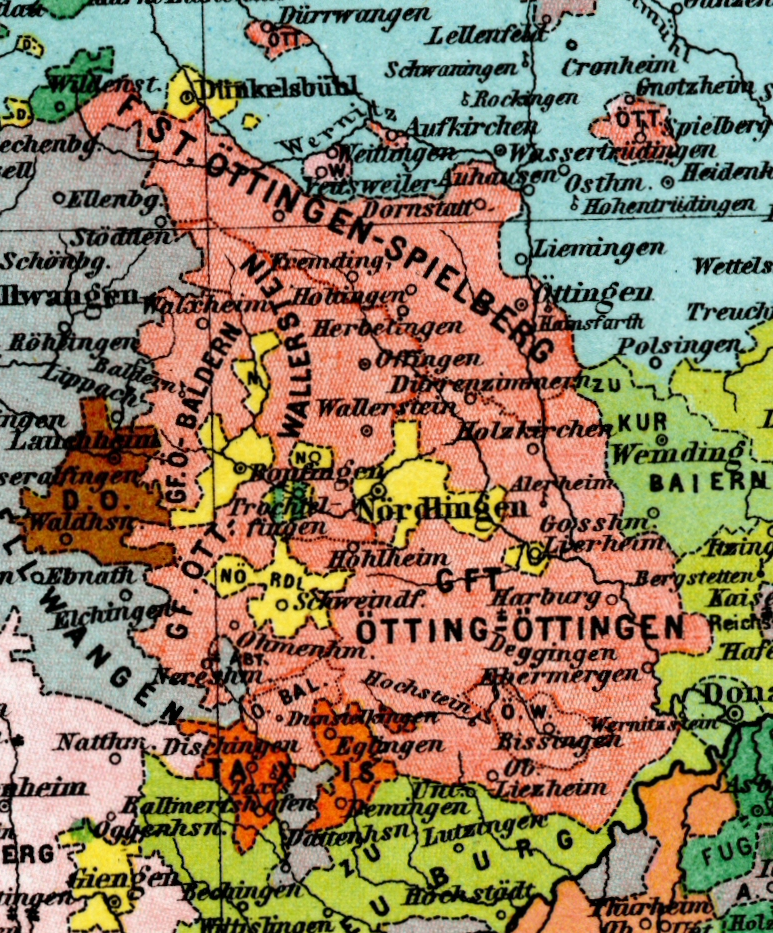
Oettingen també va ser un dels estats imperials

Oettingen és el nom d'una família noble i d'un comtat situat en una zona entre l'est de l'actual estat federal de Baden-Württemberg i l'oest de Baviera a Alemanya.
N'hi ha tres branques d'aquesta família:
- Els Oettingen-Oettingen, línia creada per la partició del comtat d'Oettingen l'any 1423, la qual es va extingir el 1731. El títol i les propietats van passar a la branca Oettingen-Wallerstein.
- Els Oettingen-Wallerstein, entre 1557 i el 1731 van compartir el comtat amb els Oettingen-Oettingen
- Els Oettingen-Spielberg van sorgir el 1602 arran d'una partició dels Oettingen-Wallerstein. El 1734 van ser elevats al títol de príncep (fürst). Però aquest principat va ser mediatitzat passant a formar part del Regne de Baviera el 1806, que més endavant seria dividit amb el Regne de Wurtemberg el 1810.

## Comtes d'Oettingen-Oettingen
- 1423–1467 William I
- 1467–1522 Wolfgang I the Fair
- 1467–1515 John II (Lord of Condé)

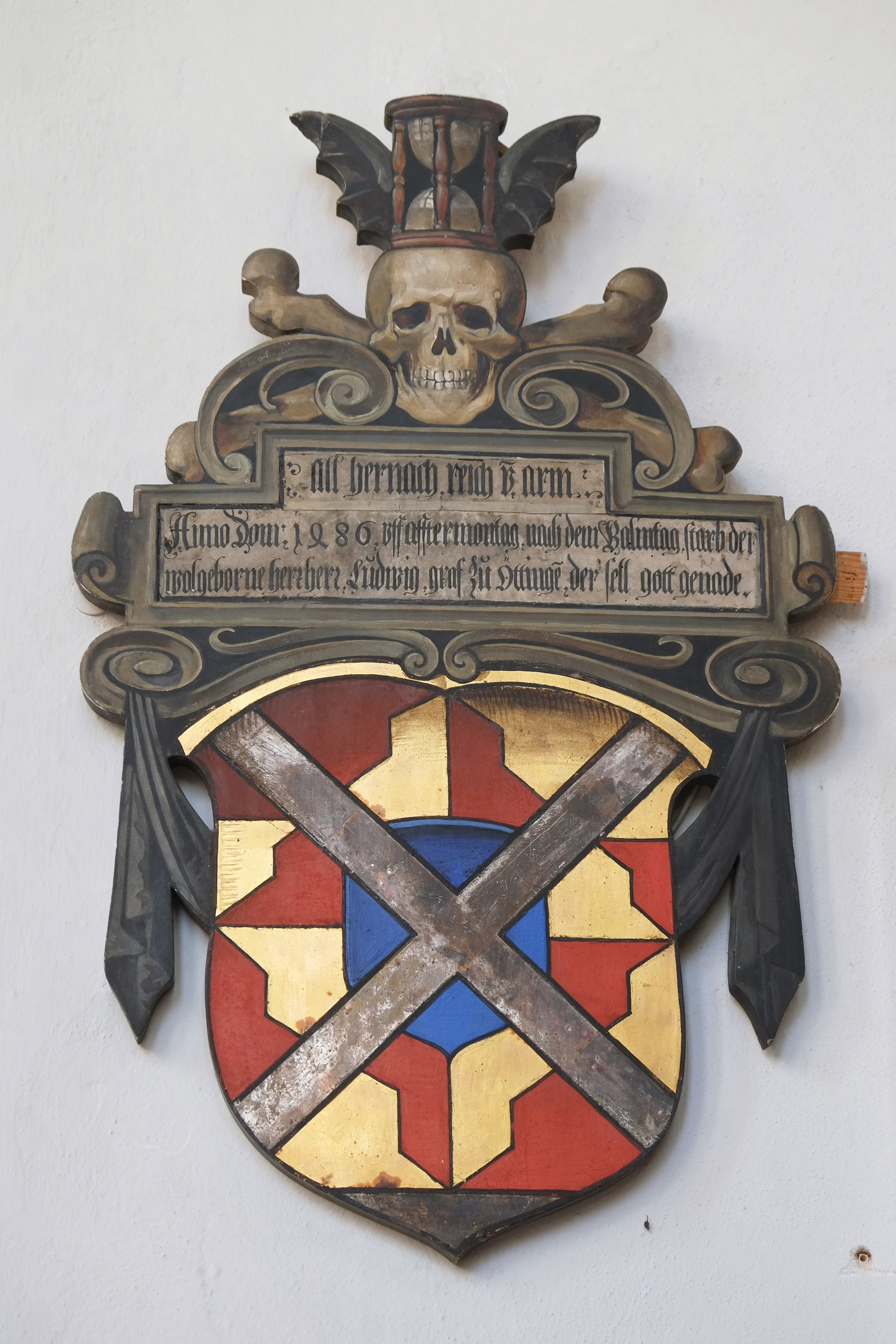
La família ha fet donatius a l'església de sant Jacob d'Öettingen, que porta el seu emblema

- 1522–1549 Charles Wolfgang of Harb
- 1522–1557 Louis XV

## Partició Oettingen-Oettingen i Oettingen-Wallerstein

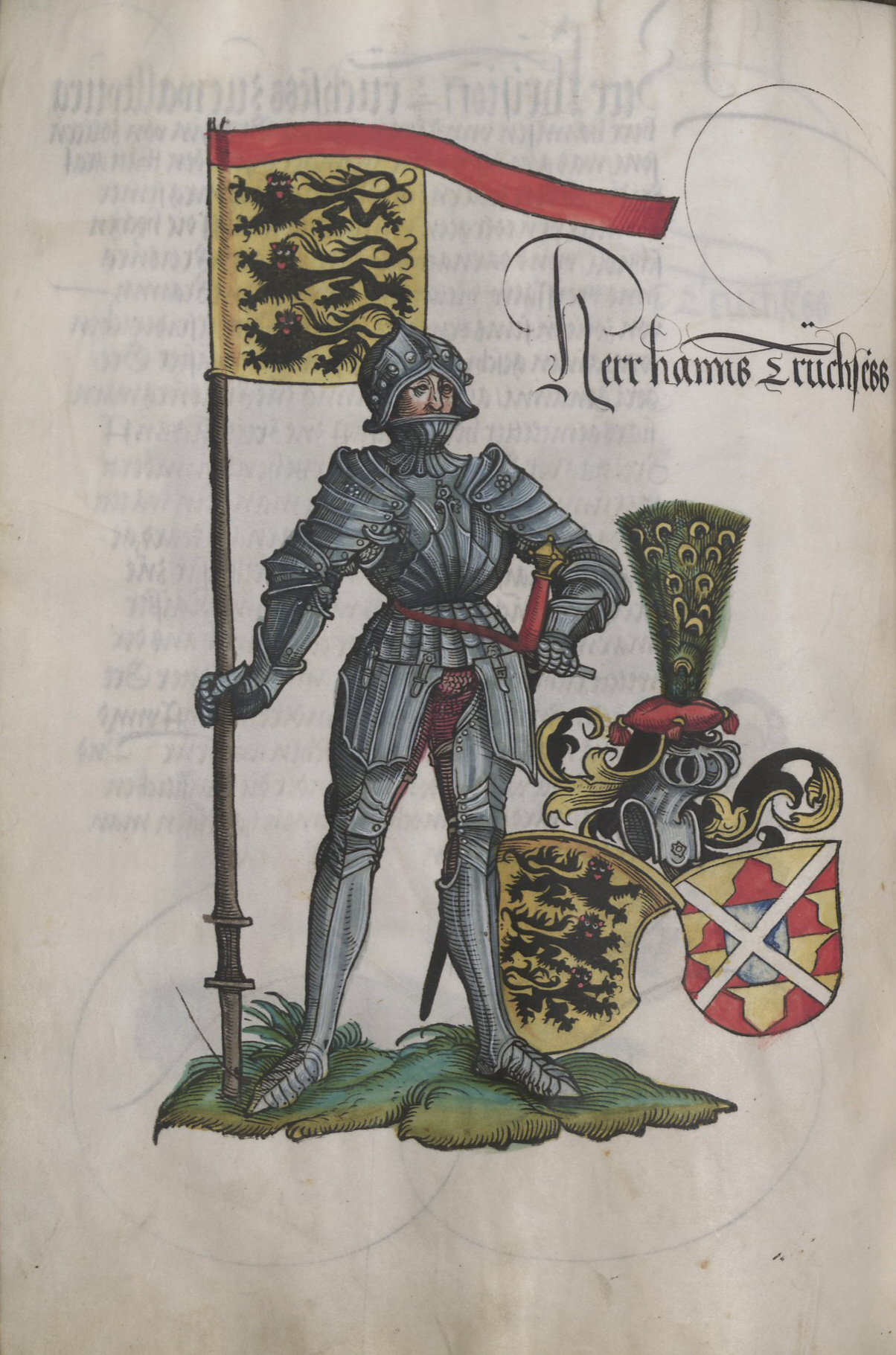
Cavaller portant l'estendard imperial i l'escut de la família Oettingen

- 1557–1569 Louis XVI
- 1569–1622 Godfrey
- 1622–1659 Joachim Ernest
- 1659–1660 Kraft Louis
- 1660–1674 Albert Ernest I
- 1683–1731 Albert Ernest II

## Prínceps d'Oettingen-Oettingen
- 1674–1683 Albert Ernest I
- 1683–1731 Albert Ernest II

## Comtes d'Oettingen-Spielberg (1602 - 1734)
- Marcus Wilhelm (1602–1614)
- Johann Albrecht (1614–1632)
- Johann Franz (1632–1662)
- Johann Sebastian (1665–1675)
- Johann Wilhelm (1675–1685)
- Franz Albrecht I (1685–1734)

## Prínceps d'Oettingen-Spielberg (1734 - 1806)
- Franz Albrecht I (1734–1737)

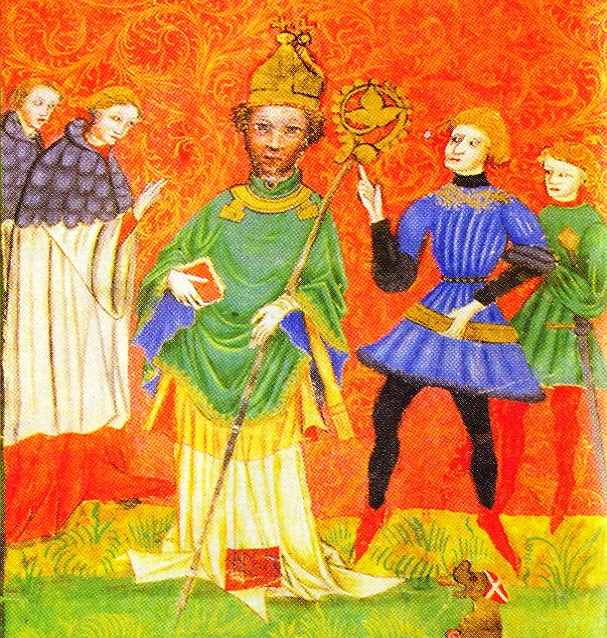
bisbe d'Eichstätt 1383-1415

- Johann Aloys I Sebastian Ignaz Philipp (1737–1780)
- Johann Aloys II (1780–1797)
- Johann Aloys III Anton (1797–1855)
- Otto I Karl (1855–1882)
- Franz Albrecht II Johann Aloys Notger (1882–1916)
- Emil Franz Notger (1916–1919)
- Otto II Joseph Maria Aloys Franziskus Notger (1919–1952)
- Aloys Philipp Joseph (1952–1975)
- Albrecht Ernst Otto Joseph Maria Notger, actual representant de la branca dinàastica (1975 -)
  - Hereu : Franz Albrecht III Aloys Christian Ferdinand Maria Notger

## Comtes d'Oettingen-Wallerstein (1423 - 1517)
- Johan I el Solemne (1423–1449)
- Ludwig XIII (1449–1517)

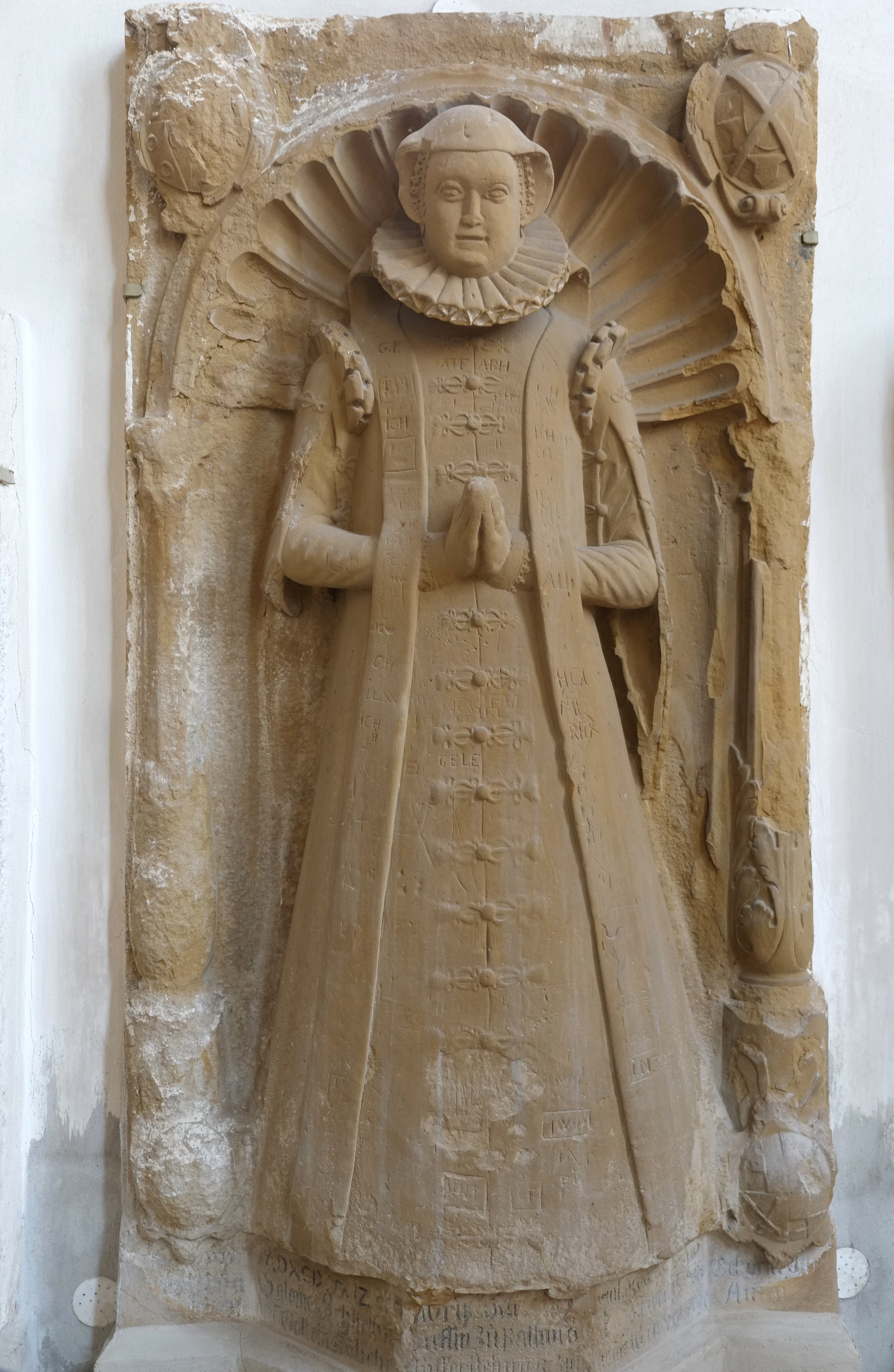
Salomé comtessa d'Oettingen

(Extincta i heretada pels Oettingen-Oettingen)

## Comtes d'Oettingen-Wallerstein (1557 - 1774)
- Frederick VIII (1557–1579)
- Frederick IX (1579–1602)
- Wilhem II (1579–1602)
- Frederick VIII (1602–1613)
- Ernest II (1602–1670)
- Wilhem IV (1670–1692)
- Wolfgang III (1692–1708)
- Ernest III (1708 - ?)
- Domenic Joseph (? - 1717)
- William Joseph Ignatius (1717–1728)
- Antoni Karl (1728–1738)
- Johan Frederick (1738–1744)
- Maximilian Ignatius (1744–1745)
- Philip Karl Domenic (1745–1766)
- Kraft Ernest (1766–1774)

## Prínceps d'Oettingen-Wallerstein (soverans entre 1774 - 1806)
- Kraft Ernst (1774–1802)
- Ludwig Kraft Ernst Karl (1802–1823)
- Friedrich Kraft Heinrich (1823–1842)
- Karl Friedrich I Kraft Ernst Notger (1842–1905)
- Karl-Friedrich II Wolfgang Kraft Notger Petrus (1905–1930)
- Eugen Wolfgang Karl Friedrich Joseph Notger (1930–1969), polític al servei de:Eugen Fürst d'Oettingen-Wallerstein
- Karl Friedrich III Moritz Eugen Wolfgang Kraft Notger Alexander Maria (1969–1991)
- Moritz Eugen Karl Friedrich Anton Kraft Notger, actual cap de la família (1991-)
  - Hereu : Karl Eugen Mortiz Markwart Kraft Friedrich Petrus Notger Maria

## Altres membres d'aquesta família
- Irmengard d'Oettingen, Comtessa Palatina del Rin (c. 1304-1389)
- Elisabeth d'Oettingen, Landgravina de Leuchtenberg (c. 1360-1406)
- Wolfgang I d'Oettingen, Comte d'Oettingen-Oettingen (1455-1522)
- Maria Magdalena d'Oettingen-Baldern, Margravina de Baden-Baden (1619-1688)
- Maria Dorotea Sofia d'Oettingen-Oettingen (1639-1698), segona esposa d'Eberhard III, duc de Württemberg
- Princesa Cristina Lluisa d'Oettingen-Oettingen (1671-1747), esposa de Louis Rudolph, duc de Brunswick-Lüneburg
- Maria Anna d'Oettingen-Spielberg (1693-1729), esposa de Josef Johann Adam, Príncep de Liechtenstein

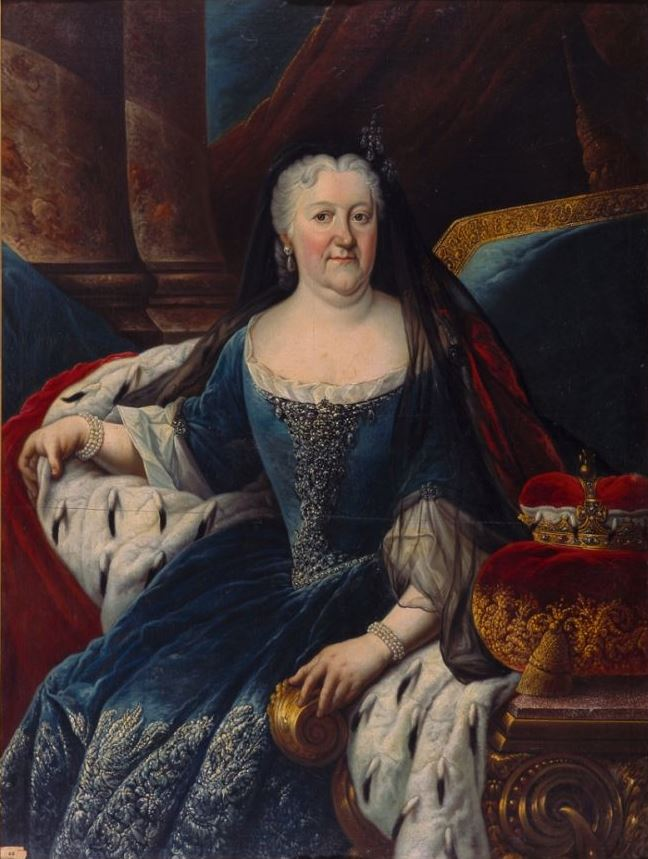
Cristina Lluisa D'Oettingen-Oettingen
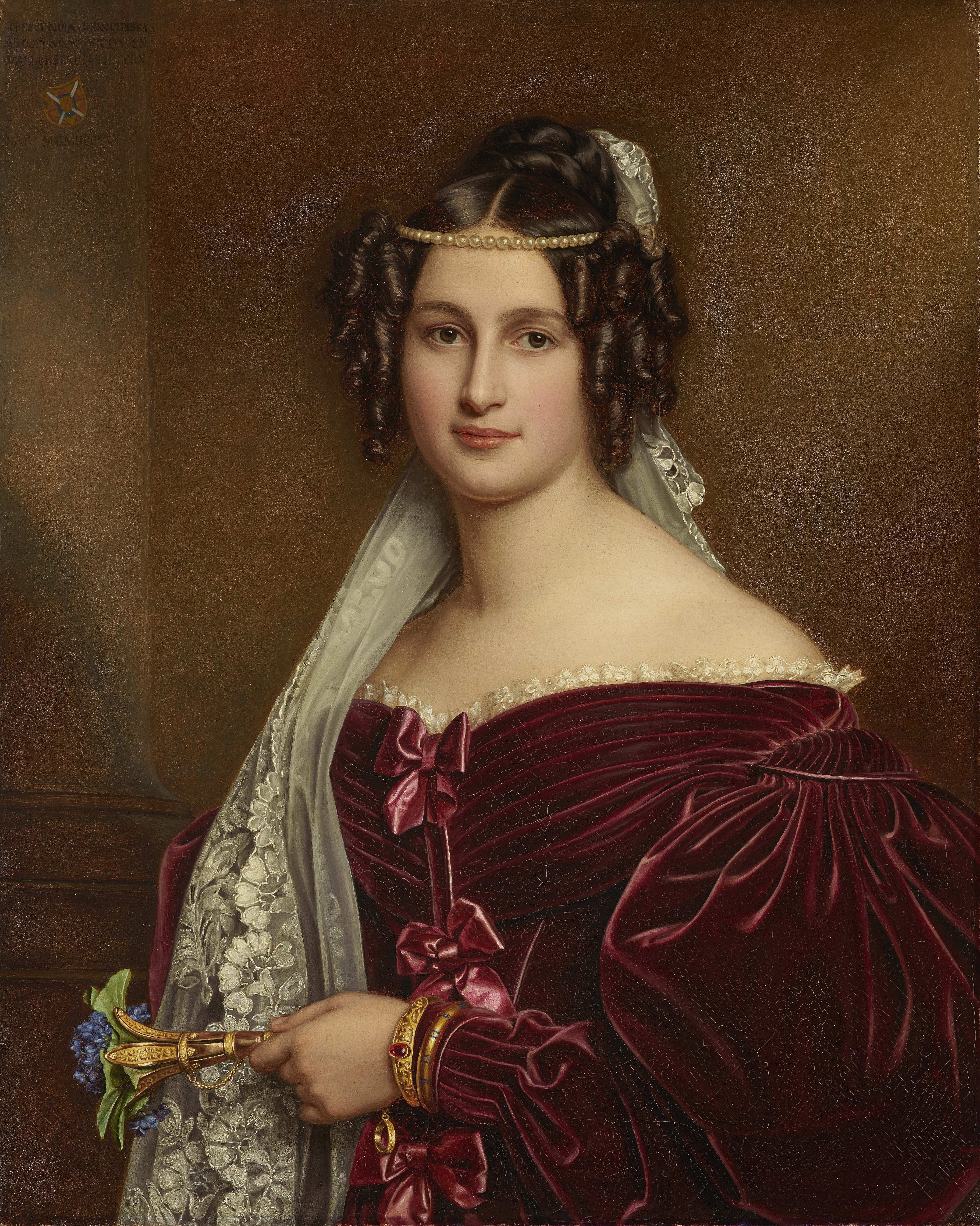
Crescentia d'O-O i Wallerstein
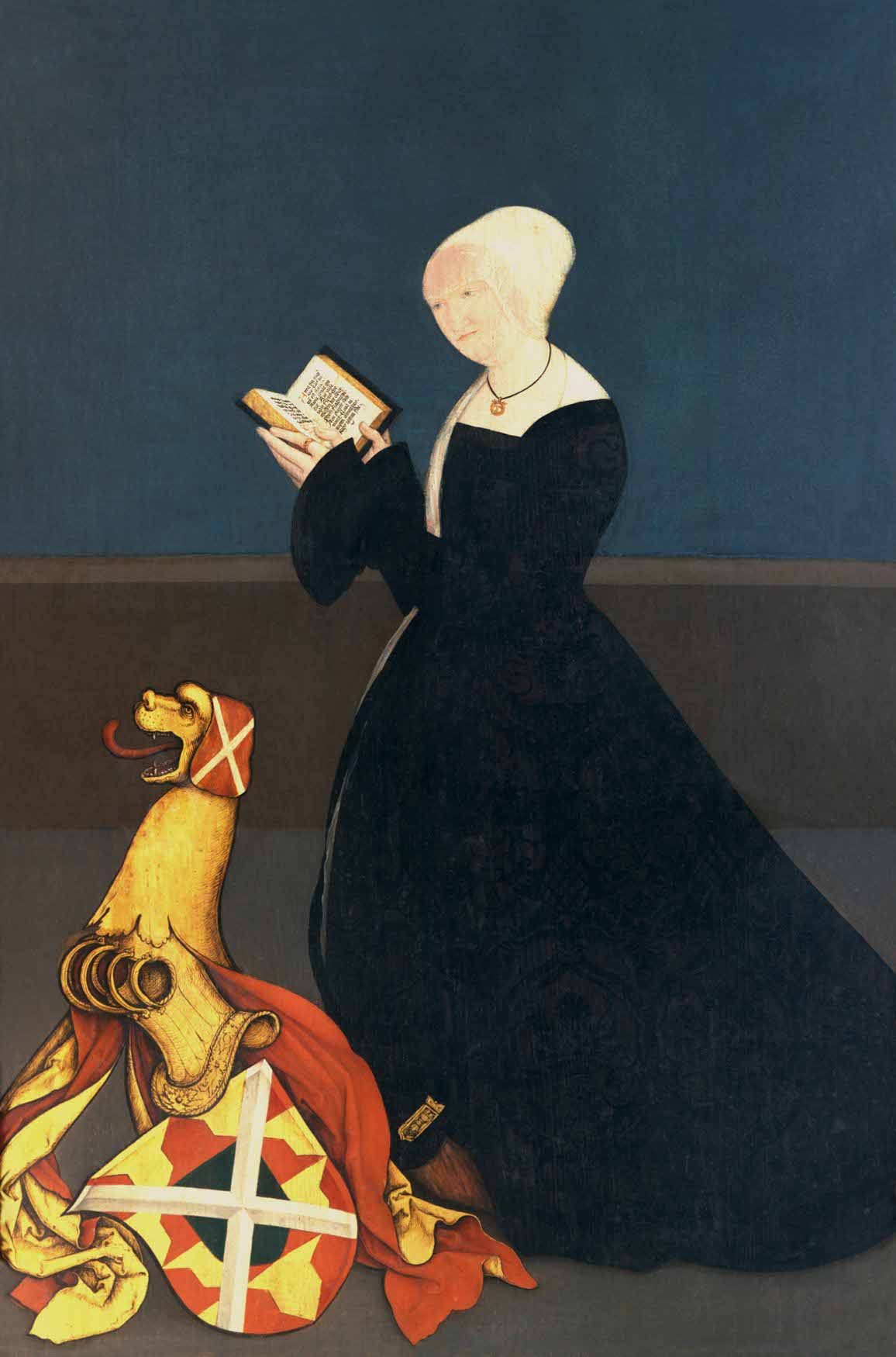
Magdalena d'Oettingen
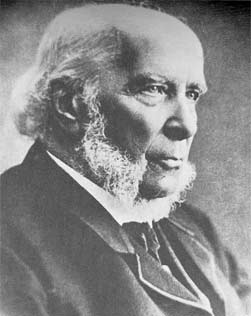
Alexnder von Oettingen
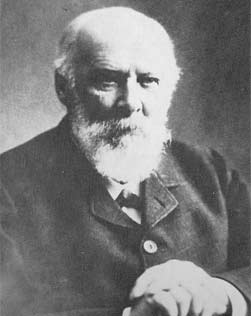
Georg von Oettingen
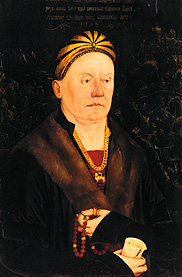
Wolfgang I d'Oettingen
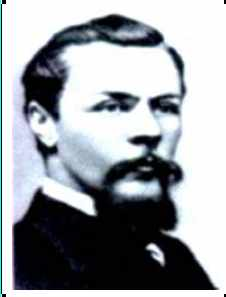
Arthur von Oettingen
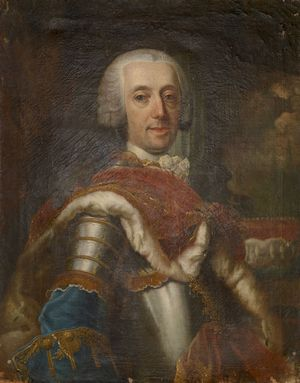
Alois d'O-Spielberg
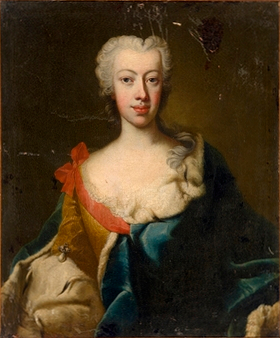
Maria Ana d'Oettingen

## Residències
Els següents palaus van ser construïts per a ser residència dels Oettingen, actualment pertanyen als descendents, els prínceps d'Oettingen-Spielberg i els Oettingen-Wallerstein :
L'anomenat Castell Antic (dins el Gruftgarten de la ciutat d'Oettingen) pertanyia a la branca protestant des 1539 la línia Oettingen-Oettingen, que es va extingir en la línia masculina amb Ernst Albrecht II a 1731. El 1850 els edificis del palau van ser demolits excepte la capella, que es fa servir de cripta funerària.

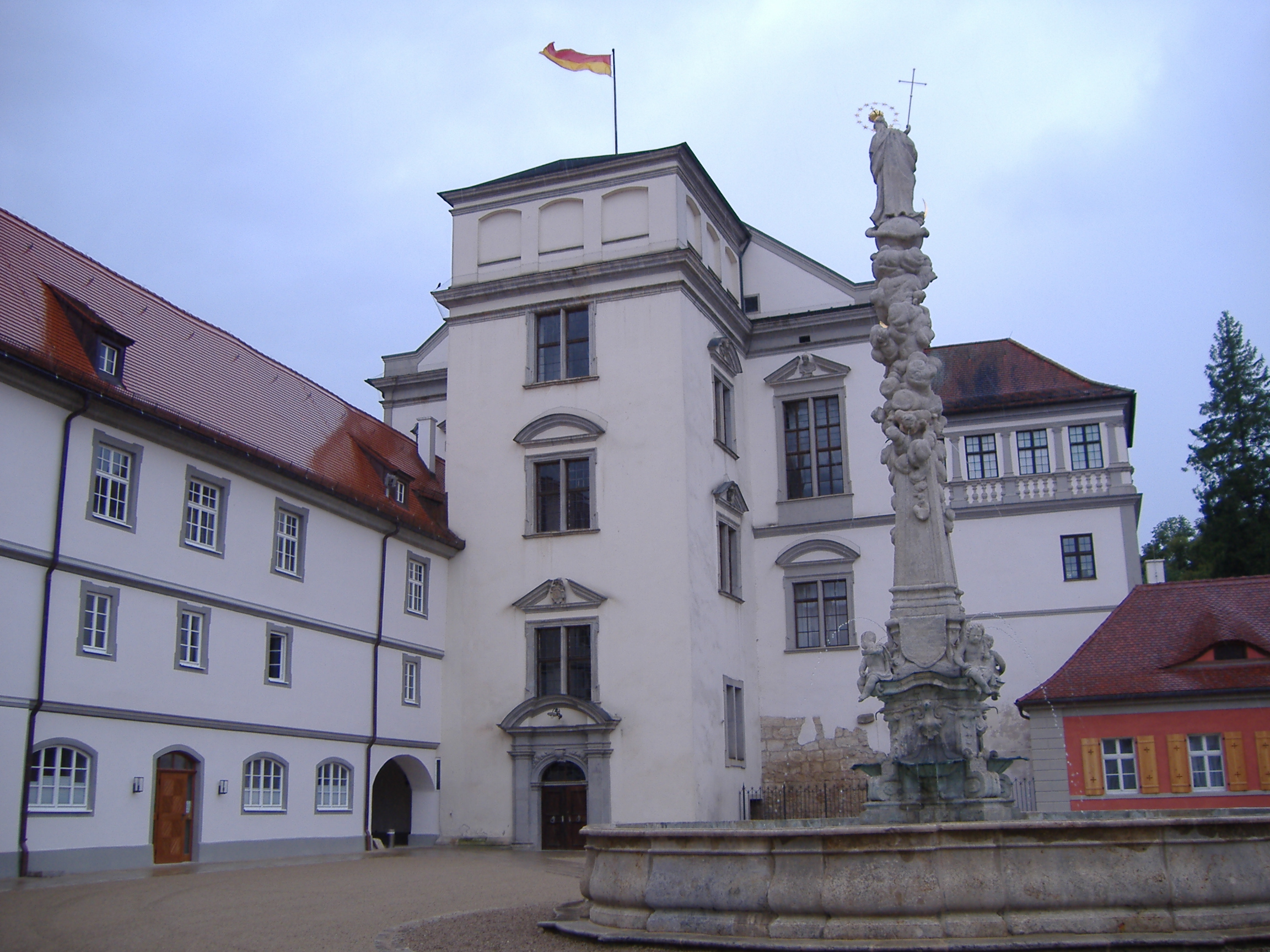
El castell d'Oettingen
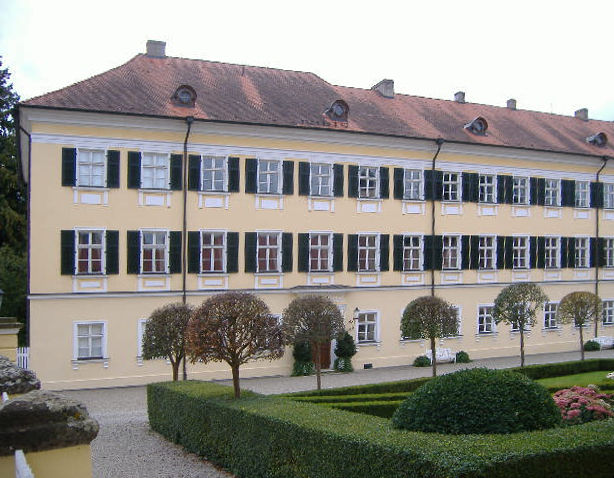
Wallerstein
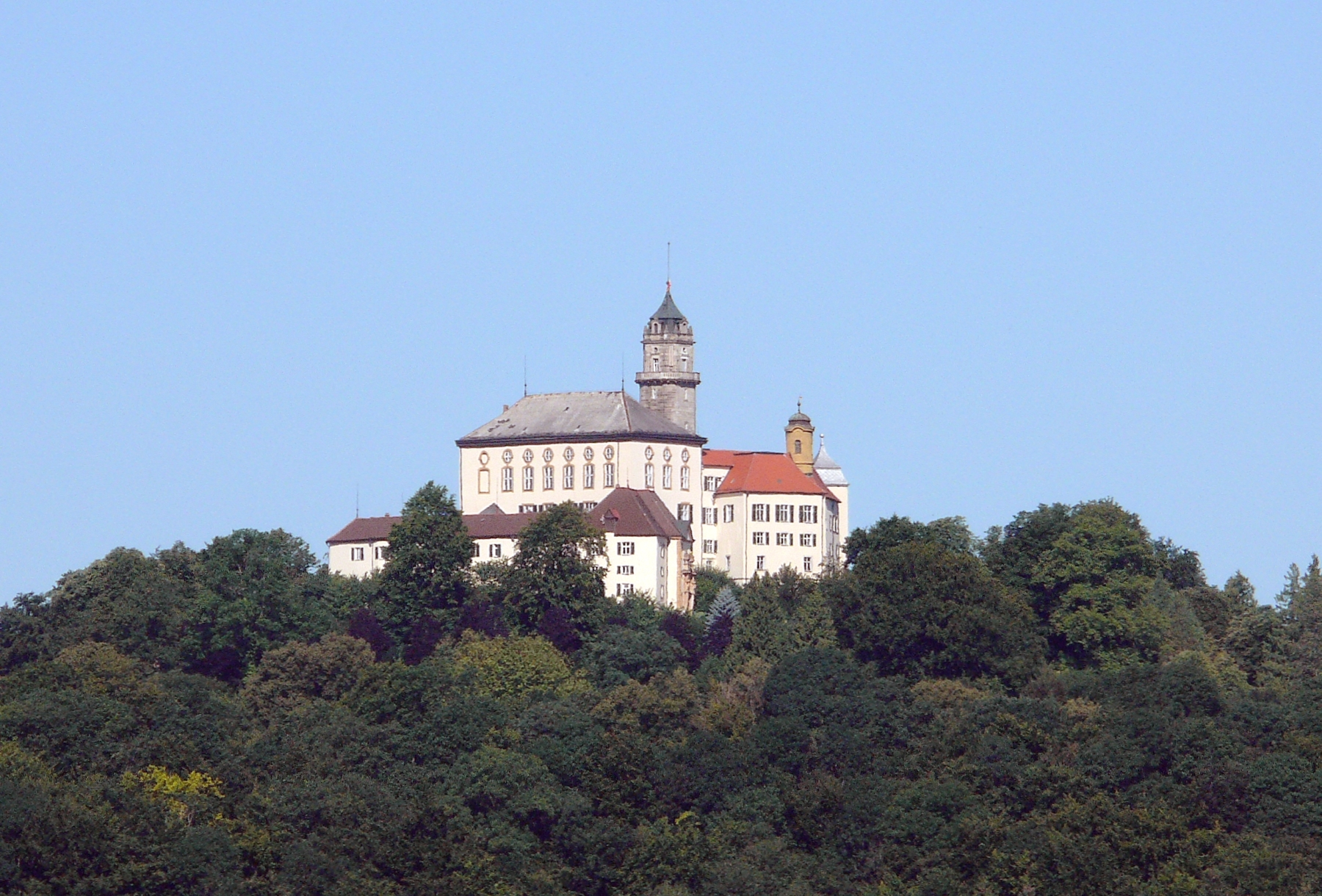
Baldern (prop de Bopfingen)
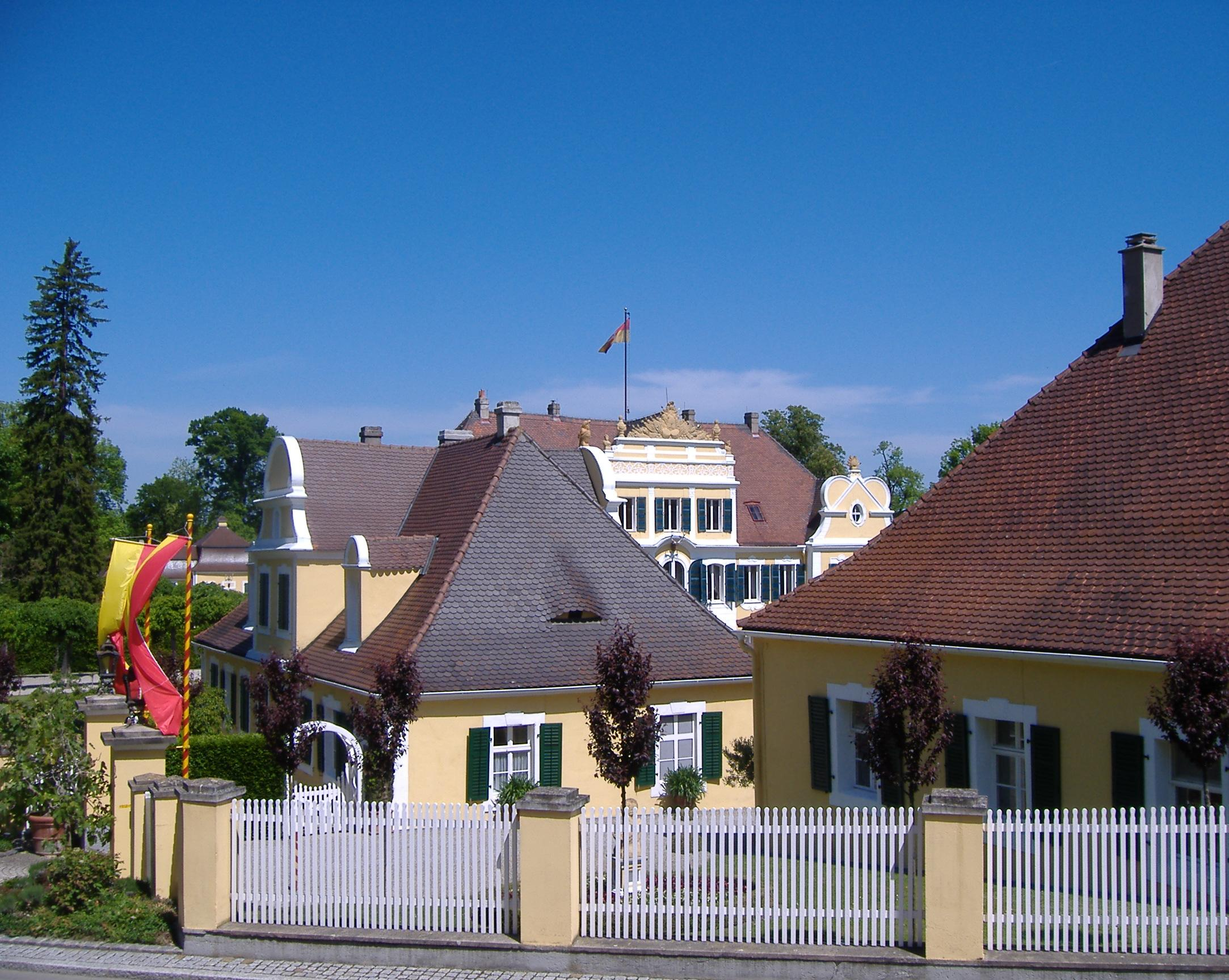
Hohenaltheim
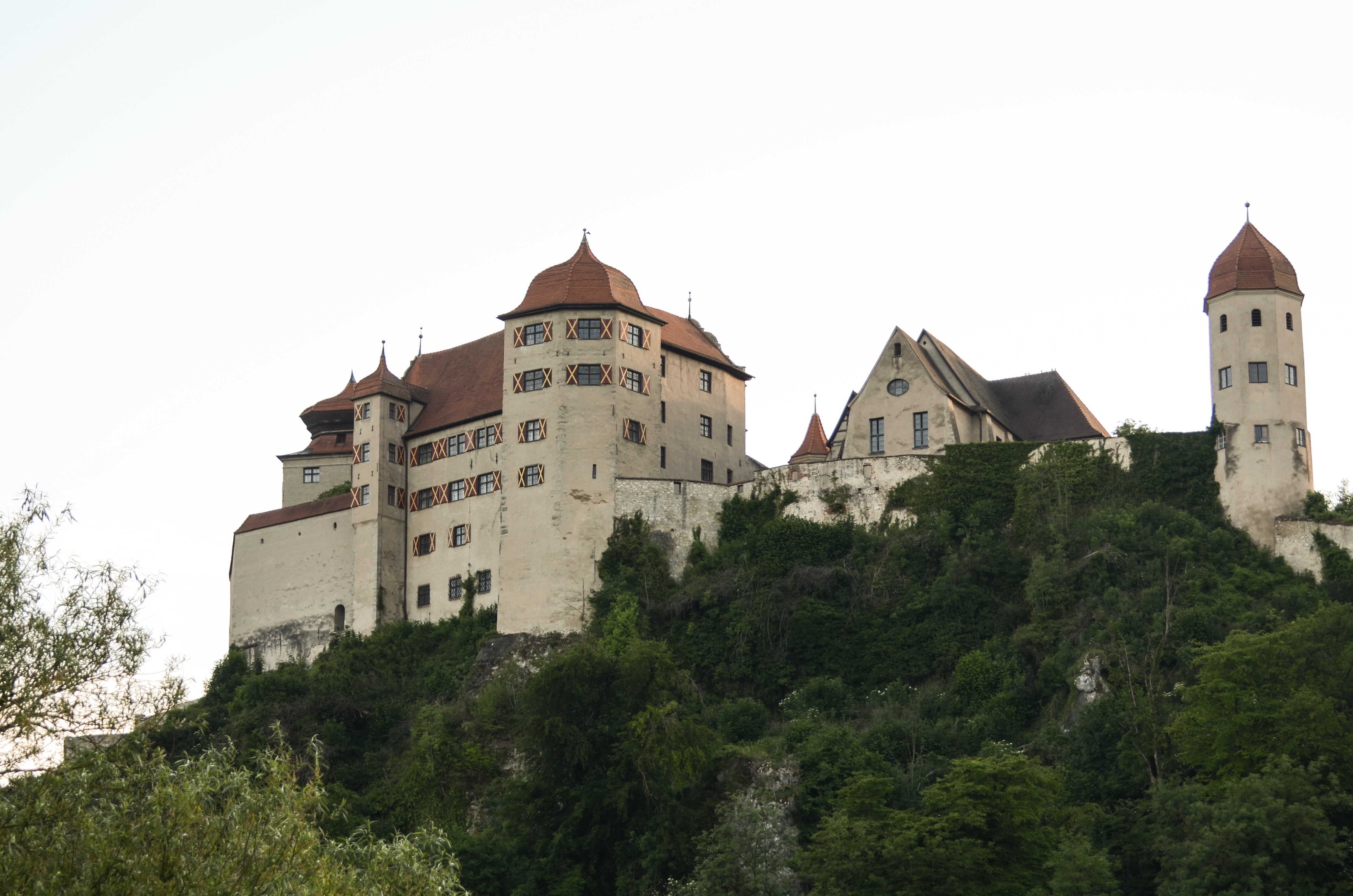
Harburg

## Història de la família
La família Oettingen és esmentada per primer cop el 1147, es tractava de Ludovicus comes de Otingen (aquest títol en llatí seria l'equivalent a governador), un parent dels reis germànics del casal Hohenstaufen els quals els van atorgar com a feu la ciutat imperial de Nördlingen.
La branca Oettingen-Wallerstein va ser creada dues vegades: la primera com una partició dels primers Oettingen (actual ciutat d'Oettingen a Baviera) l'any 1423 la qual es va extingir el 1517, i la segona vegada com una partició dels Oettingen-Oettingen l'any 1557. Aquesta branca es va subdividir el 1602 entre els que van conservar el nom Oettingen-Oettingen i els Oettingen-Spielberg. El 1774 va ser elevat a principat amb una extensió de territoris de 850 km² i uns 60.000 habitants.
Després de la caiguda dels Hohenstaufen, als segles xiii i xiv, van ampliar les seves possessions amb l'adquisició dels senyorius de: Harburg, Alerheim, Wallerstein, Katzenstein. També es van adoptar gradualment béns del bisbat d'Eichstätt i altres finques nobles com Hürnheim o Truhendingen. A través de nombroses confirmacions de la propietat i els privilegis que els atorgaven els reis i emperadors a l'Alt Tribunal i amb els drets de duana, van esdevenir des de començaments de segle xv els amos d'un territori ben definit la regalia Sprengel.Les divisions familiars del 1418, 1442 i 1485 van afeblir el poder del territori.
El 1522, el territori va ser dividit en la línia protestant Oettingen Oettingen i elevats el 1674 al rang de prínceps, els quals van rebre 7/12 de la finca però es van extingir el 1731 i la línia catòlica Oettingen-Wallerstein van rebre cinc dotzenes parts de la finca. Les ciutats d'Öttingen i Wemding es van dividir. Oettingen va tenir dos districtes separats per un carrer, una separació basada en la religió: les institucions municipals eren ocupades de forma conjunta o alternativament per membres de les dues confessions. Tampoc es van posar d'acord en quin calendari fer servir: tant el julià com el gregorià eren emprats.El freqüent repartiment d'herències i les divisions confessionals van impedir una reeixida política territorial. La propietat dels Oettingen sempre era massa petita per a una política independent. Tot i la divisió, que va portar a les línies en camp enemic, la unitat constitucional de la província es va mantenir intacta, independentment d'una altra liquidació de béns fins a 1806.
Segons la Reichsmatrikel del 1521, el comtat aportava a l'exèrcit imperial 8 corredors, 45 soldats i 138 florins. Els Oettingen tenien dret a fer moneda des de finals del sXIV fins a mitjan segle xviii. Amb la ciutat imperial de Nördlingen, que era un enclavament de la província, hi va haver freqüents conflictes pels drets territorials. Entre el s.XVI i el segle xviii aquest assumpte havia arribat 103 vegades davant la Cambra del Tribunal Imperial.
En comparació amb les possessions dels Wittelsbach, l'Electorat de Baviera i el Palatinat-Neuburg, l'estat dels Oettingen es va formar el 1533 a partir d'una ampli senyoriu. Amb el Principat d'Ansbach de la Dinastia dels Hohenzollern hi va haver una àmplia zona de conflicte per reclamacions de superposició de regalia, les quals no es van resoldre fins al 1796.

La línia de Oettingen-Wallerstein es va dividir entre 1623-1694 en tres línies: 
- Oettingen-Baldern, que es va extingir el 1798 i les seves possessions va anar a la línia Oettingen-Wallerstein.[2]
- Oettingen-Wallerstein, que va ser elevat el 1774 al rang de príncep i que va rebre el 1731, amb l'extinció de Oettingen-Oettingen, dos terços de les seves possessions. Aquesta línia també tenia la regla Dagstuhl, per la qual va ser compensada el 1803 amb els béns eclesiàstics de Baviera i Württemberg. Eren propietat de la família els béns de: Wallerstein, Baldern i Harburg.[2]
- Oettingen-Spielberg, recollits el 1734 en el rang de príncep, va rebre una tercera part de les possessions de Oettingen-Öttingen, incloent el castell Oettingen.[2]

Malgrat aquestes qüestions, en l'època del títol de príncep, els Oettinger estaven al Reichstag fins al 1803 només van compartir escó amb el regne sueu en les dites.
En l'article 24 de la Llei de la Confederació del Rin del 1806, el Principat d'Oettingen va quedar intervingut pel Regne de Baviera. La part occidental, prop d'un terç de l'antic comtat va passar el 1810 al Regne de Württemberg.

## Quadre de successions
|  |  |  |  |  |  |                                    |                                    |                                    |                                    |                                    |                                    |  |  | Oettingen fins a 1423 |  |                       |                       |                       |                       |                       |                       |                                         |                                         |                                         |                                         |                                         |                                         |                     |                     |                     |                     |  |  |  |  |  |  |  |  |  |  |  |  |  |  |
|  |  |  |  |  |  |                                    |                                    |                                    |                                    |                                    |                                    |  |  |                       |  |                       |                       |                       |                       |                       |                       |                                         |                                         |                                         |                                         |                                         |                                         |                     |                     |                     |                     |  |  |  |  |  |  |  |  |  |  |  |  |  |  |
|  |  |  |  |  |  |                                    |                                    |                                    |                                    |                                    |                                    |  |  |                       |  |                       |                       |                       |                       |                       |                       |                                         |                                         |                                         |                                         |                                         |                                         |                     |                     |                     |                     |  |  |  |  |  |  |  |  |  |  |  |  |  |  |
|  |  |  |  |  |  | Oettingen-Oettingen fins a 1602    | Oettingen-Oettingen fins a 1602    | Oettingen-Oettingen fins a 1602    | Oettingen-Oettingen fins a 1602    | Oettingen-Oettingen fins a 1602    | Oettingen-Oettingen fins a 1602    |  |  |                       |  |                       |                       |                       |                       |                       |                       | Oettinger-Wallerstein extingits el 1557 | Oettinger-Wallerstein extingits el 1557 | Oettinger-Wallerstein extingits el 1557 | Oettinger-Wallerstein extingits el 1557 | Oettinger-Wallerstein extingits el 1557 | Oettinger-Wallerstein extingits el 1557 |                     |                     |                     |                     |  |  |  |  |  |  |  |  |  |  |  |  |  |  |
|  |  |  |  |  |  | Oettingen-Oettingen fins a 1602    | Oettingen-Oettingen fins a 1602    | Oettingen-Oettingen fins a 1602    | Oettingen-Oettingen fins a 1602    | Oettingen-Oettingen fins a 1602    | Oettingen-Oettingen fins a 1602    |  |  |                       |  |                       |                       |                       |                       |                       |                       | Oettinger-Wallerstein extingits el 1557 | Oettinger-Wallerstein extingits el 1557 | Oettinger-Wallerstein extingits el 1557 | Oettinger-Wallerstein extingits el 1557 | Oettinger-Wallerstein extingits el 1557 | Oettinger-Wallerstein extingits el 1557 |                     |                     |                     |                     |  |  |  |  |  |  |  |  |  |  |  |  |  |  |
|  |  |  |  |  |  |                                    |                                    |                                    |                                    |                                    |                                    |  |  |                       |  |                       |                       |                       |                       |                       |                       |                                         |                                         |                                         |                                         |                                         |                                         |                     |                     |                     |                     |  |  |  |  |  |  |  |  |  |  |  |  |  |  |
|  |  |  |  |  |  | Oettingen-Oettingen fins a 1623    |                                    |                                    |                                    |                                    |                                    |  |  |                       |  |                       |                       |                       |                       |                       |                       |                                         |                                         |                                         |                                         |                                         |                                         |                     |                     |                     |                     |  |  |  |  |  |  |  |  |  |  |  |  |  |  |
|  |  |  |  |  |  |                                    |                                    |                                    |                                    |                                    |                                    |  |  |                       |  |                       |                       |                       |                       |                       |                       |                                         |                                         |                                         |                                         |                                         |                                         |                     |                     |                     |                     |  |  |  |  |  |  |  |  |  |  |  |  |  |  |
|  |  |  |  |  |  |                                    |                                    |                                    |                                    |                                    |                                    |  |  |                       |  |                       |                       |                       |                       |                       |                       |                                         |                                         |                                         |                                         |                                         |                                         |                     |                     |                     |                     |  |  |  |  |  |  |  |  |  |  |  |  |  |  |
|  |  |  |  |  |  | Oettingen-Balden extingits el 1798 | Oettingen-Balden extingits el 1798 | Oettingen-Balden extingits el 1798 | Oettingen-Balden extingits el 1798 | Oettingen-Balden extingits el 1798 | Oettingen-Balden extingits el 1798 |  |  |                       |  | Oettingen-Wallerstein | Oettingen-Wallerstein | Oettingen-Wallerstein | Oettingen-Wallerstein | Oettingen-Wallerstein | Oettingen-Wallerstein |                                         |                                         |                                         |                                         | Oettingen-Spielberg                     | Oettingen-Spielberg                     | Oettingen-Spielberg | Oettingen-Spielberg | Oettingen-Spielberg | Oettingen-Spielberg |  |  |  |  |  |  |  |  |  |  |  |  |  |  |